# Amata phegeus
Amata phegeus là một loài bướm đêm thuộc phân họ Arctiinae, họ Erebidae.